# Гневанова, Светлана Владимировна
Светлана Владимировна Гневанова (6 декабря 1988 год, Каменск-Уральский) — российская боксёрша, двукратная чемпионка Европы. Заслуженный мастер спорта.

## Карьера
Первый тренер — Р. И. Низамов. Личные тренеры — В. В. Лисицын, Ю. Б. Чеботарев, С. С. Введенский. Боксом занялась в детстве после того, как увидела по телевидению соревнования по кудо. В секции в течение двух лет занималась тренировками исключительно против мальчиков, хотя большинство занимающихся отказывались с ней боксировать, считая это унизительным. Только спустя два года она встретилась впервые с девушкой-боксёром. Ещё до начала выпускных экзаменов в школе она поступила в РГГРУ, после чего дебютировала на чемпионате России по боксу и завоевала там титул чемпионки. После чемпионата ей вручили школьный аттестат.
Ранее выступала в категории до 46 кг, но вскоре эту категорию упразднили и оставили только категорию до 48 кг. Поскольку олимпийская лицензия уже была выдана Елене Савельевой, Светлану не допустили на Олимпиаду. В настоящий момент Светлана — студентка магистратуры МГРИ-РГГРУ. По первому образованию горный инженер

## Достижения
- Победительница международного турнира в Ступино 2006 г.
- Чемпионка России 2006, 2007, 2008, 2009, 2010, 2011, 2013, 2014 г.
- Чемпионка Европы 2009 и 2011 годов,[2] бронзовый призёр Чемпионата Европы 2006, 2007 г.
- Бронзовый призёр Чемпионата Мира 2012 г.[3]
- Победительница международного турнира в Санкт-Петербурге 2009 г.
- Победительница матча Россия-Украина 2010 г.
- Обладательница Кубка мира нефтяных стран памяти Ф. К. Салманова 2011 г.